# Schloss Killenberg

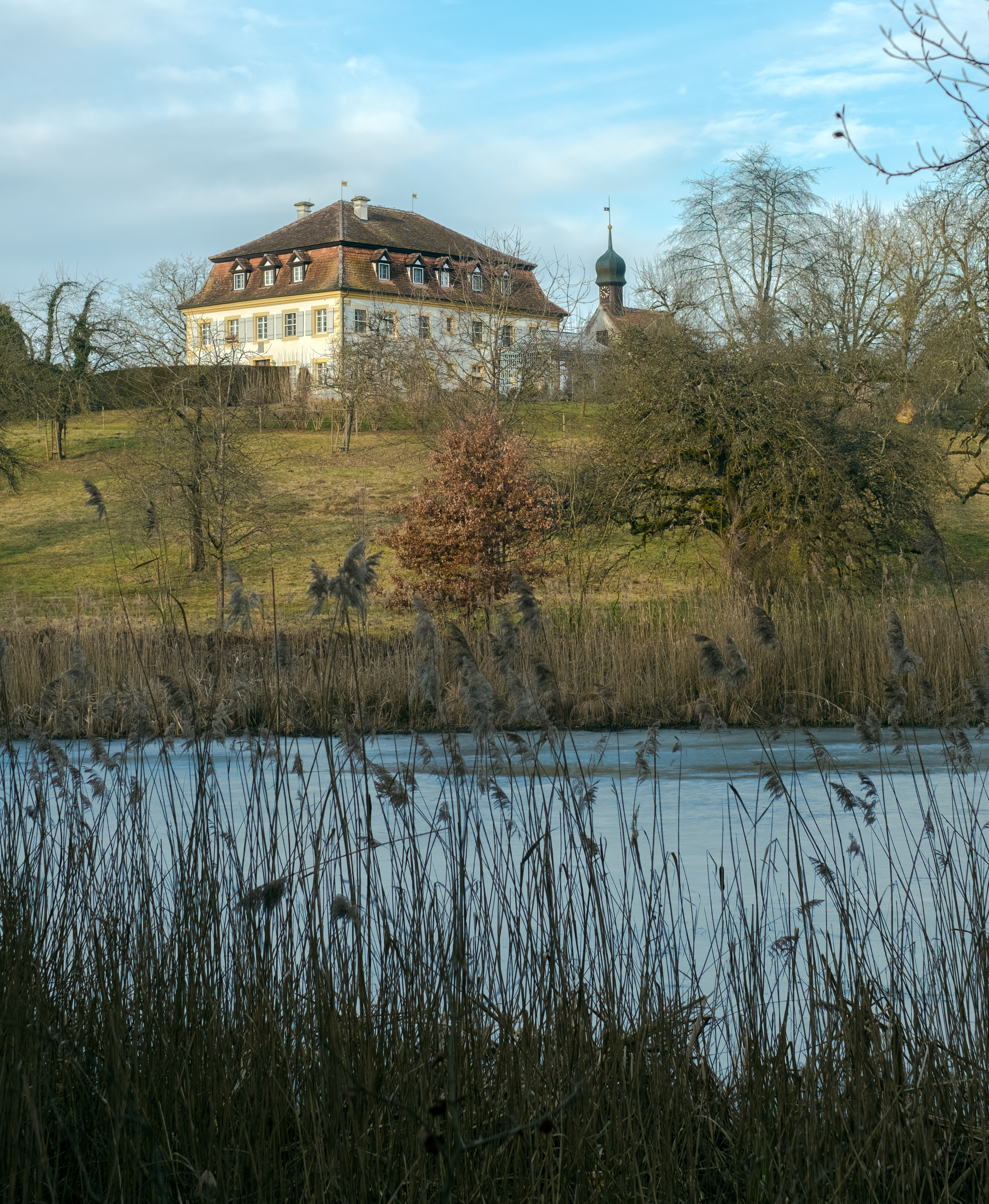
Schloss (oder Forsthaus) Killenberg

Schloss Killenberg (auch Haus Killenberg oder Killenberg-Gut) ist ein festes Haus und ein Wohnplatz auf einer Halbinsel im Landschaftsschutzgebiet Killenweiher bei Mimmenhausen, einem Ortsteil von Salem im Bodenseekreis in Baden-Württemberg.

## Geschichte
Das Haus Killenberg wird 1489 erstmals genannt, als das Kloster Salem in loco dicto Kulinberg eine Kapelle errichtete. Der Weiher mit Insel gehörte wohl einst den von 1191 bis 1270 bezeugten Rittern Kilse von Kilsenberg. Ihre Stammburg Burg Kilsenberg befand sich auf dem Kätzleberg bei Hohenbodman (1664 Klitzenberg, 1428 Kilzenberg). Die Insel war ehemals nur über einen Damm erreichbar. Heute ist sie stark verlandet und nur noch eine Halbinsel. 
Der Stuckateur und Bildhauer Joseph Anton Feuchtmayer erhielt das Killenberggut 1721 vom Kloster Salem als Lehen auf Lebenszeit, verbunden mit einem Schutzrecht, welches ihn von der Leibeigenschaft und dem Zunftzwang befreite. Hier heiratete der kunstbegabte und noble Herr am 17. September 1722 die noble und tugendhafte Jungfrau Maria Theresia Hollstein aus Wolfegg. Sie gebar sieben Kinder, die er alle überlebte. Seine Werkstatt, das Steuerhaus, später auch Haus der Bildhauer genannt, befand sich in Mimmenhausen und beherbergt heute das Feuchtmayer Museum. 1792 wurde das Haus auf dem Killenberg zum Forsthaus der Markgrafen von Baden; es war bis 1803 im Besitz des Reichsstifts Salem und ging dann mit diesem durch Säkularisation in den Besitz der Markgrafen von Baden über.

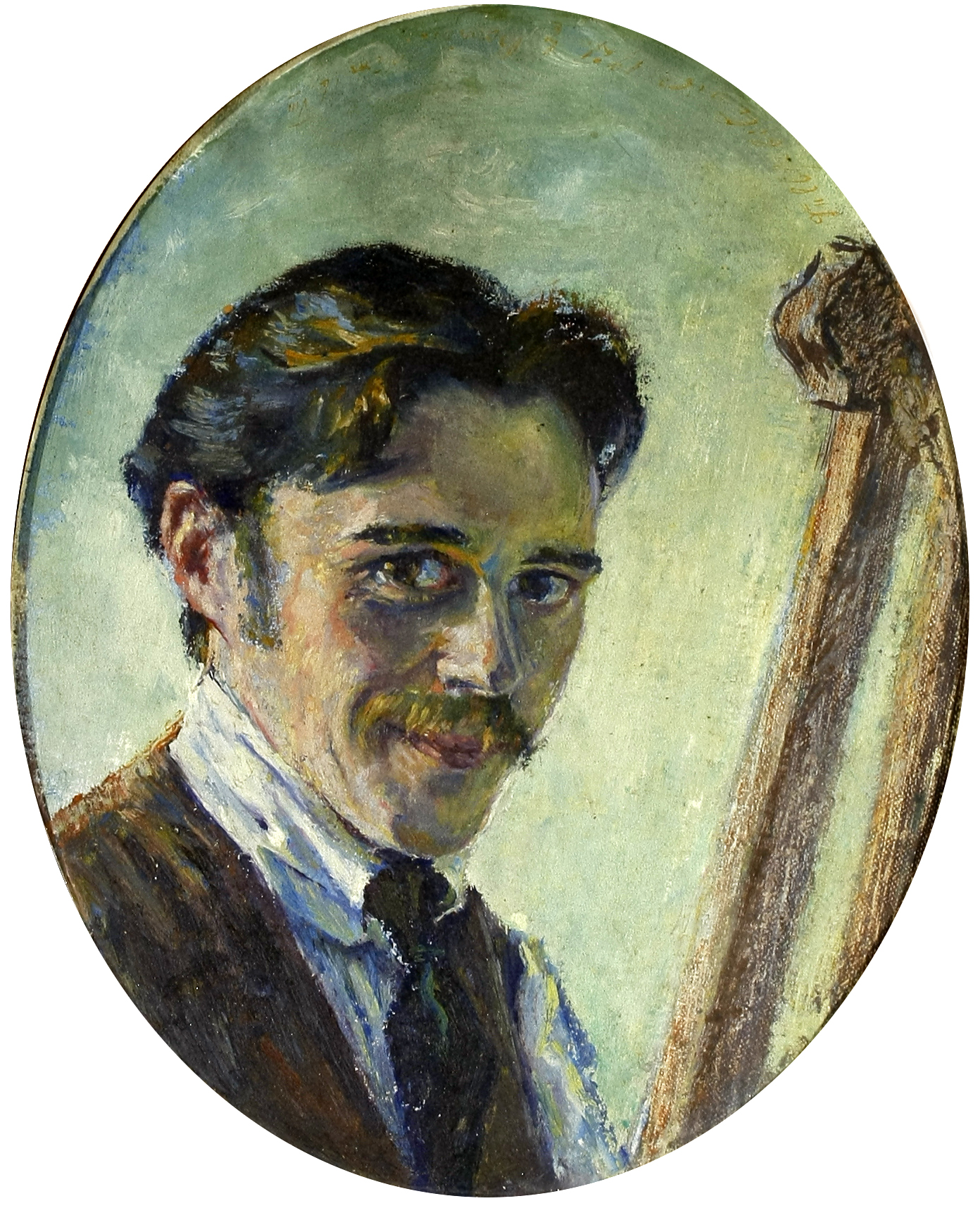
Selbstbildnis des Malers Erwin Bowien (1899–1972) um 1925

Das Schloss beherbergte ab 1920 für etwa 10 Jahre, jeden Sommer, den Maler Erwin Bowien (1899–1972), dessen erste große Muse – Frieda Enzenroß (1888–1966) – die Frau des markgräflichen Försters Karl Enzenroß – dort mit ihrer Familie lebte. Es entstanden zahlreiche Gemälde des Anwesens, dessen Bewohner und der Umgebung. Erwin Bowien widmete seinen Aufenthalten auf Schloss Killenberg ein Kapitel in seiner Autobiographie. Das Haus mit stattlichem Mansarddach befindet sich bis heute im Privatbesitz des Hauses Baden und ist nicht zugänglich. Der Weiher und die Umgebung stehen unter Natur- und Landschaftsschutz.

## Kapelle St. Johannes der Täufer
Die bei dem Haus stehende Kapelle hat das Patrozinium St. Johannes der Täufer, wie üblich wurde sie aber mehreren Heiligen geweiht. Sie wurde 1595 verändert, 1676 wiederhergestellt und um 1725 von Joseph Anton Feuchtmayer stuckiert. 1977 erfolgten Renovationen.